# 曹世岳
曹世岳（1892年—1962年），字柱西，中国甘肃省永登县柳家河湾（今属兰州市红古区柳家村）人，中华民国书法家。
民国二十二年（1933年）在甘肃省民政厅第三科任办事员，后升为科员、主任、秘书等职。其后到甘肃省参议会充组员、股长等职。1949年后，参加革命大学，两年后调兰州大学任事务员。
善书丈二大字及楷、行、草诸体，尤精于楷书，时人赠雅号“楷一子”。